# Сухи цветя
Сухите цветя, известни още като безсмъртни цветя, са група цветя, чиято форма и цветове са устойчиви във времето при правилно изсушаване, което ги прави популярни като декорация, особено извън сезона за цъфтеж. Представителите на сухите цветя включва както видове, които морфологично силно се различават, така и растения, отнасящи се към различни ботанически семейства и родове. Общото за повечето видове е, че са ксерофити – богати на механична тъкан, което ги прави да изглеждат по-сухи и твърди, дори когато са свежи. Някои видове са предпочитани заради своите плодове, а не цветове.

## История
През 18-ти и 19 век сухите цветя са силно популярни, известни като „имортели“ (в превод „безсмъртни“). Ползвани са за обрамчване на картини, венци и апликации, украса за гостни и зали.
Модата им идва отново идва през 80-90-те години на миналия век до днес.

## Отглеждане в България
Най-добре познатите сухи цветя в България са: гомфрената, хелихризума, лимониума (статице), ксерантумума, лунарията, амобиума, ехинопсиса (Бодлив челядник), физалиса и др. Съществува практика да се ползват в декорацията на гробища, заради своята устойчивост.

## Предназначение
Като сушени, сухите цветя могат да намерят широко приложение – във венци, декорация, пана, икебана и др.
Популярни заради плодовете си са лотус, физалис, шипки, глог и др.
За зеленина в аранжировките са предпочитани джел, вечнозелените видове дъб, клонките на видовете рус (миши трън или див чемшир), както и на някои видове с дребни вечнозелени листа.
Обезцветените, но здрави сухи цветя, могат да бъдат оцветени изкуствено pampas grass) и използвани отново.
- Картон със сухи цветя от 1895 т.
- Изсушени цветове за продан във Ваймар
- Играчки със сухи цветя
- Лук със сухи цветя, Ваймар
- Венец от сухи цветя, Ваймар
- Сухи цветя на панаира Zibelemärit в Берн
- Композиция от сухи цветя, Хокайдо
- Олтари на Богородица в Оаксака, Мексико

## Сушене
Различните видове имат свои собствени специфики при брането, сушенето и използването в аранжировки, сухи букети и пана.
При видовете от семейство сложноцветни (амобиум, хелихризум, ксерантемум) цветовете трябва да се берат, когато само най-външните лигули са се отворили.
Сухите цветя трябва да се сушат в тъмно и проветриво помещение, за да запазят максимално своето оцветяване. Твърде бързото сушене може да обезцвети цветята. Твърде бавното изсушаване не е желателно, защото цветовете могат да прецъфтят и окапят. Това налага обраните цветя да бъдат вързани на снопчета и оставени в много топло помещение за няколко часа, за да увехнат и чак след това да се пренасят в хладните помещения, в които изсушаването ще бъде доведено до край. Малките снопове, вързани близо до основата, запазват най-добре формата на стеблата.

## Видове сухи цветя
Сред най-популярните сухи цветя са:

### Смил(Helihrysym)
Смилът е сред най-популярните сухи цветя. Известен е още като безсмъртниче. Съществуват около 500 разновидности. Сред най-популярните е Helichrysum cassianum – многогодишно растение внесено в Европа в края на 18 век от Австрия.
Цветовете му продължават да се разтварят след отрязване, заради което е препоръчително да се ползват разтворили се съцветия, при които от пъпката са се отлепили само два-три реда листчета. Обикновено резниците се окачват с цветовете надолу, до пълното им изсъхване.

### Анафалис (Anaphalis)
Многогодишно растение с бели цветове.

### Метличеста мишорка (Gypsophila paniculata)
Многогодишно растение с едни от най-ажурните цветове сред сухите цветя. Има многообразие от сортове: Bristol Fairy е висок 80 – 100 см храст с едри бели мъхести цветове, Flamingo е висок до 150 см с розови цветове, Pacifica е до 100 см с много обилен цъфтеж, а Rosy Veil е храст до 30 – 35 см с мъхести бели, порозовяващи с течение на времето цветчета.
- В естествен хабитат
- В близък план
- В аранжировка
(белите цветове)

### Гърлици(Limonium sinuatum)
Сред най-популярните сухи цветя, с богата палитра цветове сортове.

### Бял равнец(Achillea millefolium)
Белият равнец има различни сортове – в бяло, жълто, червено и др.

### Топчеста гомфрена (Gomphrena globosa)
Гомфрената е най-ефектна обрана при масов цъфтеж на цветчетата в съцветията.

### Обикновен гингер(Onopordum acanthium)
Магарешкия бодил се цени не само заради цветовете си, но и заради своите листа.

### Лунария(Lunaria)
Лунарията е ценена в декорацията заради своите ефирни цветове и прозиращи в тях плодове.

### Физалис(Physalis)
Физалисът е популярно сухо цвете не заради цветовете си, а заради своите плодове.

### Пампаска трева(Pampas grass)
Популярна за продажба, оцветена с бои.

### Други
Използват се и други растения, като лавандула, житни класове (пшеница, просо и др.), астилбе (Astilbe), розов хелиптерум (Helipterum roseum) и др.

## Вижте още
- Хербарий